# Pobrzeże Koszalińskie
Pobrzeże Koszalińskie (313.4) – makroregion w środkowej części Pobrzeży Południowobałtyckich, między doliną dolnej Parsęty na zachodzie a przylądkiem Rozewie na wschodzie; obejmuje pas nadmorski zwany Wybrzeżem Słowińskim (z licznymi jeziorami przybrzeżnymi) oraz równiny i wysoczyzny morenowe przecięte dolinami rzek (Parsęty, Grabowej, Wieprzy, Słupi, Łupawy, Łeby) i odcinkami pradolin; długość ok. 190 km, szerokość 25–30 km (tylko wzdłuż Parsęty do 60 km). Pobrzeże Koszalińskie jest oddzielone od przylegającego od południa Pojezierza Zachodniopomorskiego stopniem terenowym o wysokości 50–100 m. Region turystyczny, wypoczynkowy i uzdrowiskowy; liczne kąpieliska nadmorskie, m.in. Mielno, Darłowo oraz uzdrowiska: Kołobrzeg, Ustka, Łeba; porty morskie, rybackie i żeglugi przybrzeżnej (Kołobrzeg, Darłowo, Ustka, Łeba); w rejonie jezior Gardno i Łebsko utworzono Słowiński Park Narodowy; liczne rezerwaty przyrody. Ważniejsze miasta: Koszalin, Słupsk, Kołobrzeg, Lębork, Białogard.
W jego granicach wyróżnia się sześć mezoregionów:
- Wybrzeże Słowińskie
- Równina Białogardzka
- Równina Słupska (= Równina Sławieńska)
- Wysoczyzna Damnicka
- Wysoczyzna Żarnowiecka
- Pradolina Redy-Łeby